# ナミハグモ属
ナミハグモ属（ナミハグモぞく、Cybaeus）は主として森林の土壌に生息するクモ類である。地表にトンネル状の住居を作っている。非常に地方変異が多く、特に日本において極めて種分化が進んでいる。

## 特徴
大きさは多様で小さいものは体長3ミリメートルから大きいものは20ミリメートルまでになるが、その形態はどれもよく似ている。全体の形はタナグモ類に似て、頭胸部も腹部も縦長。頭胸部では頭部が盛り上がる。眼は8眼2列で前列が後列より幅狭く、眼の大きさでは前中眼がもっとも小さい。前列はほぼ真っ直ぐか両側眼がやや前に出る。後列はほぼ等距離、または中眼の間が中眼と側眼の間よりやや大きい。前後の側眼は互いに離れている。中眼域（前後の中眼を囲む四角形）は後辺の方が大きい。なお眼が退化しているものも知られる。
頭部と胸部の区別は明瞭で中窩（胸部中央の窪み）は縦長、放射溝は明瞭。上顎は大きく発達し、特に基部が前方に膨らむ特徴がある。
糸疣は3対で中疣が小さいのはタナグモ科に共通するが本属では前疣と後疣の先端が短いのが特徴となっている。間疣は突起の形を取らず、対をなす毛に置き換わっている。
体色は黒褐色のものから赤褐色、黄褐色を経て淡黄色のものまである。斑紋としては腹部背面に白っぽい対をなす丸っこい斑紋が、あるいは葉状斑が並び、また歩脚には輪状斑が出る。ただしこれは体色が濃いもので明確で、体色が薄いものでは斑紋も薄くなる。

## 習性

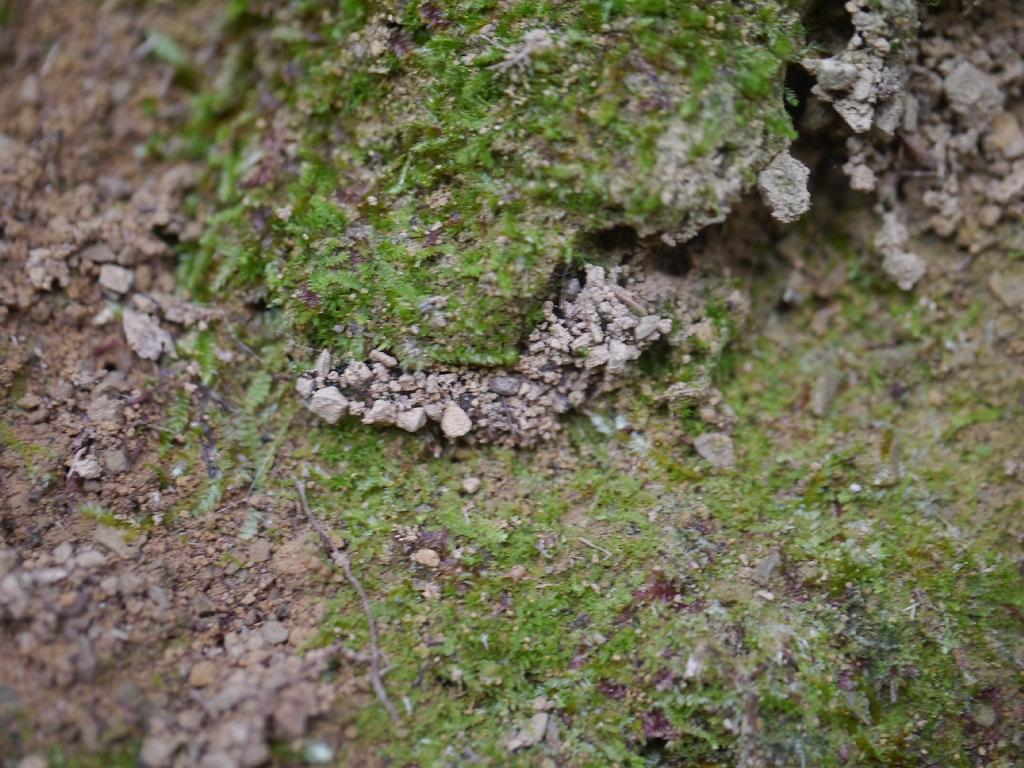
切り通し面に作られた巣（種不詳）

森林に生息するものであり、地表から浅い地中を生息域とする。「森林に生息する地表性のクモの代表」といわれることもある。生息環境は林床の落葉層や地下の浅い部分、あるいは倒木や石の下、切り通しの崖などで観察される。巣を観察できるのは特に最後の例が多く、そこでは地表に張り付いたトンネル状の巣が観察される。巣の表面は砂粒などで覆われ、トンネルの両側に出入り口を持つか、もう一つ途中に出入り口を持つ例もある。出入り口からは地表に這わせた糸である受信糸が張ってあるのが観察される。ただしこのような巣が確認できていない種も数多い。
生活史としては、西日本の場合、成体は秋から春まで観察される。この類では雌が先に成熟するのが見られ、これはクモ類中では珍しい。産卵は春に行われ、恐らく成体になるのに2年かかると考えられている。北日本では成体が夏に観察されるが、それ以上の生活史については分かっていない。
その他生態的な面では分かっていないことが多い。

## 分布と種
本属は北アメリカと東アジアに(2008年時点で)93種が知られ、その多様性の中心は日本にある。北アメリカから知られているのは28種、中国で6種、韓国で3種などとなっており、日本に最大の種数がある。日本では2009年には70種以上が記載されているが、研究が進むと100種を大きく越えるとの予想がなされている。

## 分類
本科はタナグモ科やミズグモ科などとされたこともあり、現在ではナミハグモ科とすることが多い。この科には8属が知られるが、日本では本属だけしか知られていない。
なお属を細分することは検討されており、狭義の本属とズナガグモ属 Dolichocybaeus、キタグニグモ属 Hetelocybaeusに分ける説も提案されているが現時点では広く認められてはいない。

## 多様性
この属には地理的変異が多く、個々の種の分布域は広くない。洞穴性のものでは単独の洞穴からしか知られていない例もある。大型種のカチドキナミハグモ C. nipponicus は特に広い分布域を持ち、東北北部地域を除いて本州から九州にわたって分布し、関東以西ではもっとも普通種となっている。だがこの種においても斑紋などには地方変異が多く見られる。更にこの種では中国四国地方で触肢の長い集団と短い集団が区別できて、少なくとも一部地域では同所的に見られ、両者間に生殖隔離が存在するという。ただし他地域では中間型もあるため、これらを別種とすることはできない。
またこの属の分布で興味深い点として、同一地域に生息環境の嗜好や体サイズの異なる複数種が共存している点が上げられる。また体サイズや生殖器の基本構造が共通する近縁種群が地理的広がりを持って確認できる。このような点、本群は種分化の研究対象として興味深いものとなっている。